# Église Saint-Maurice de Songy

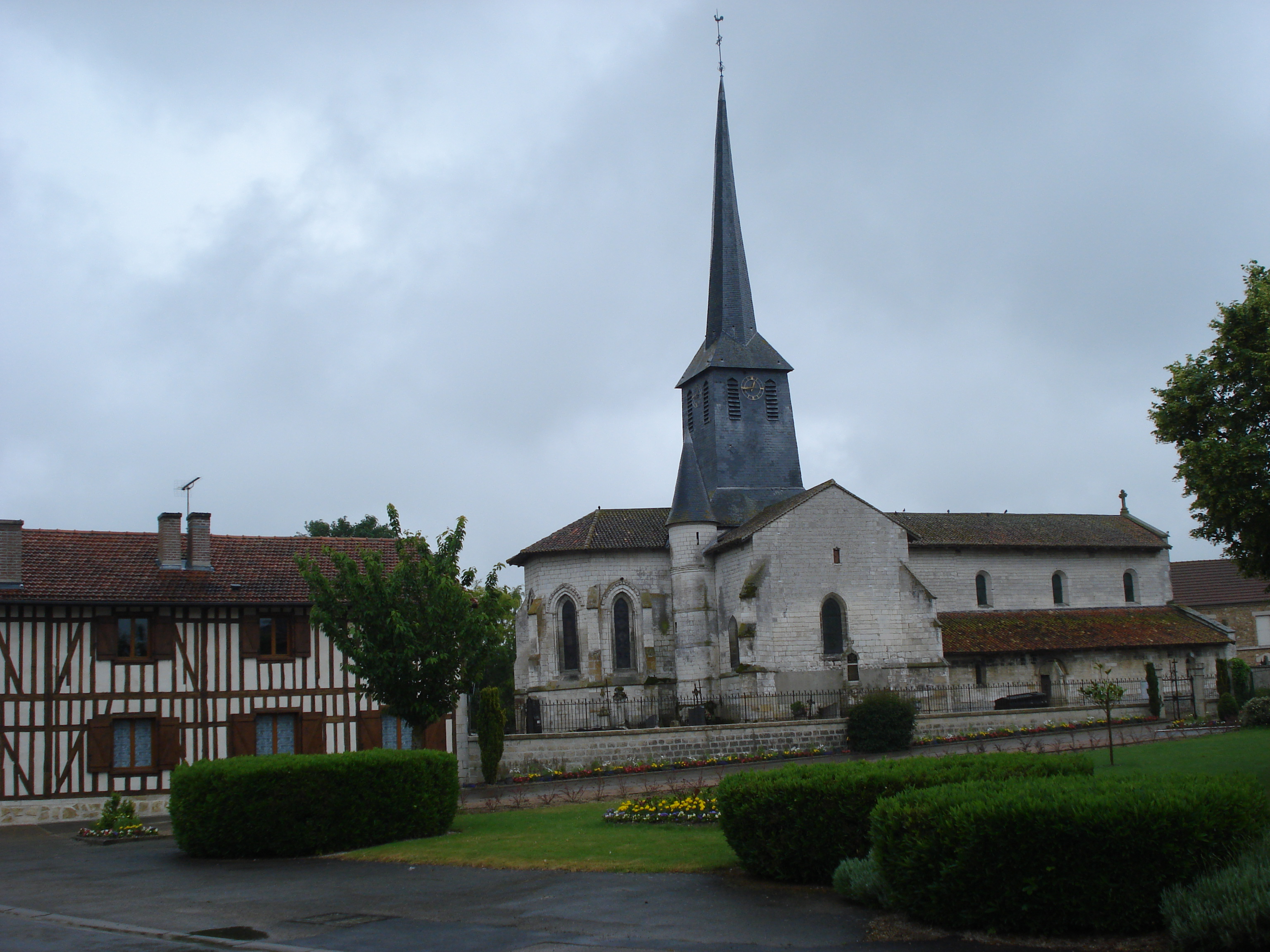
L'église dans le village.

Pour les articles homonymes, voir Église Saint-Maurice.
L'église Saint-Maurice est une église catholique située à Songy, en France, classée monument historique en 1931.